# Glicogênio fosforilase
É uma enzima quinase dependente de AMP cíclico que é regulada por fosforilação. Ela atua como catalisador na degradação do glicogênio intracelular em glicose-1-fosfato (primeira etapa da glicogenólise).

## Mecanismo da Enzima
A glicogênio-fosforilase catalisa a adição de fosfato em uma ligação glicosídica (α1→4) na extremidade não redutora de uma molécula de glicogênio, resultando em uma glicose-1-fosfato e um glicogênio com uma glicose a menos (Figura 1). Ocorre a conservação de energia da ligação glicosídica da glicose-1-fosfato. A glicogênio-fosforilase repete essa ação até chegar a um ponto de ramificação (α1→6) onde para a atividade (Figura 2). Essa reação é chamada de fosforólise. 
Em solução, a reação mostrada na figura 1, é reversível, porém dentro da célula a enzima funciona apenas na direção da formação da glicose-1-fosfato, devido a maior concentração de fosfato inorgânico do que glicose-1-fosfato.
Figura 1
Figura 2

## Estrutura
Seu monômero é composto por 842 aminoácidos e com uma massa de 97,434 kDa, embora também possa existir como tetrâmero inativo, a glicogênio fosforilase é ativa como um dímero com duas subunidades idênticas, no meio biológico. Esse dímero tem muitas regiões biologicamente significativas como sítios de catálise, sítios de ligação com o glicogênio, sítios alostéricos e de resíduos de serina que pode ser fosforilado, neste último sítio que ocorre a alteração estrutural da molécula e a conversão da fosforilase b (inativa) em fosforilase a (ativa), essa alteração ocorre devido a ordenação em α-hélice dos resíduos 10 a 22 que antes estavam desordenados. Devido a mudança de conformação, a atividade da enzima aumenta em até 25% mesmo quando há ausência de AMP.
Figura 3 - (a) Estrutura R, glicogênio fosforilase a; (b) Estrutura T, glicogênio fosforilase b.

## Regulação Alostérica

#### Músculo
Quando o músculo está em repouso ele está na sua configuração inativa, ou seja, na forma de fosforilase b,  mas quando há uma grande atividade muscular a fosforilase b é transformada pela adrenalina em fosforilase ɑ, isto é, na forma mais ativa. 
A transformação de fosforilase ɑ em fosforilase b é feita por perda enzimática dos resíduos Ser14 , reação feita pela fosforilase-ɑ-fosfatase. A reação inversa é feita pela fosforilase-b-cinase. O cálcio também é um indutor da fosforilase-b-cinase, fazendo com que o glicogênio fosforilase seja mais ativo (figura 4).
Figura 4 - (Figura 15-36, Lehninger)

#### Fígado
Assim como no músculo, a fosforilase ɑ é mais ativa e mais fosforilada que a b devido a baixa glicose. Esse pequeno nível de glicose no sangue faz com que o glucagon ative a fosforilase-b-cinase que converte a fosforilase b em fosforilase ɑ para que então a glicose vá para o sangue. A glicose quando não está mais em baixa quantidade, seu nível considerado normal, entra nos hepatócitos para poder se ligar a um sítio inibitório na fosforilase ɑ expondo os resíduos fosforilados de Ser para PP1(fosfoproteína-fosfatase 1) (Figura 5). 
Figura 5 - (Figura 15-38, Lehninger)

## Regulação Hormonal
A glicogênio fosforilase também pode ser regulada por hormônios. Ela é ativada pelos altos níveis de glucagon (que ocorre quando há baixo nível glicêmico) e também pelo aumento da secreção de epinefrina/adrenalina (ocorre quando o organismo é exposto a algum tipo de estresse, como exercício ou susto). Por outro lado, a glicogênio fosforilase é inativada pelos altos níveis de insulina no sangue. 
O hormônio glucagon estimula o funcionamento da glicogênio fosforilase, pois, ele se liga ao seu receptor na membrana de hepatócitos ativando a enzima Proteína Quinase A (PKA), a qual, através de fosforilação, irá ativar a responsável pela degradação do glicogênio (glicogênio fosforilase) e inativar a enzima responsável pela síntese de glicogênio (glicogênio sintetase) (Figura 6). 

Figura 6
1. 1 2 3 4  David L. Nelson & Michael M. Cox. Princípios de Bioquímica de Lehninger. [S.l.: s.n.]
2. ↑  Kurganov, B. I.; Eronina, T. B.; Chebotareva, N. A.; Livanova, N. B. (1 de outubro de 2002). «Pyridoxal 5"-Phosphate as a Catalytic and Conformational Cofactor of Muscle Glycogen Phosphorylase b». Biochemistry (Moscow) (em inglês). 67 (10): 1089–1098. ISSN 1608-3040. doi:10.1023/A:1020978825802
3. ↑  «Phosphorylase: a biological transducer». Trends in Biochemical Sciences (em inglês). 17 (2): 66–71. 1 de fevereiro de 1992. ISSN 0968-0004. doi:10.1016/0968-0004(92)90504-3
4. ↑  Johnson, L. N. (março de 1992). «Glycogen phosphorylase: control by phosphorylation and allosteric effectors». FASEB journal: official publication of the Federation of American Societies for Experimental Biology. 6 (6): 2274–2282. ISSN 0892-6638. PMID 1544539
5. ↑  Newgard, C. B.; Hwang, P. K.; Fletterick, R. J. (1989). «The family of glycogen phosphorylases: structure and function». Critical Reviews in Biochemistry and Molecular Biology. 24 (1): 69–99. ISSN 1040-9238. PMID 2667896. doi:10.3109/10409238909082552
6. ↑  Johnson, L. N.; Barford, D. (15 de fevereiro de 1990). «Glycogen phosphorylase. The structural basis of the allosteric response and comparison with other allosteric proteins». The Journal of Biological Chemistry. 265 (5): 2409–2412. ISSN 0021-9258. PMID 2137445